# Буба, Амину
Амину Буба (фр. Aminou Bouba; 28 января 1991, Гаруа, Камерун) — камерунский футболист, защитник, игрок сборной Камеруна по футболу.

## Клубная карьера
Амину начал свою профессиональную карьеру в 2012 году в «Котон Спорт» из своего родного города — Гаруа. Всего за два сезона в клубе Амину сыграл 24 матча. В январе 2014 года игрок переехал в Тунис и подписал контракт с «Эсперанс», одним из крупнейших клубов страны, выступающем в первой лиге. Закрепиться в клубе игроку не удалось и он отправился в аренду в другой тунисский клуб — «Константина».